# Piper mikii
Piper mikii är en pepparväxtart som beskrevs av Minosuke Hiroe. Piper mikii ingår i släktet Piper och familjen pepparväxter. Inga underarter finns listade i Catalogue of Life.